# かに座イプシロン星
かに座ε星（かにざイプシロンせい、ε Cnc / ε Cancri）は、かに座の恒星で6等星。白色のA型主系列星で、プレセペ星団で明るい星の1つである。

## 名称
かに座ε星というバイエル符号は、元々はプレセペ星団全体に付けられたものであった。
固有名のMelephは、アラビア語で「ストール」を意味するAl Ma᾽lafに由来する。この言葉は元々ギリシャ語の Ma᾽lafから変化したものである。元々はプレセペ星団を表す言葉であったが、2017年9月5日、国際天文学連合の恒星の命名に関するワーキンググループ (Working Group on Star Names, WGSN) は、かに座ε星Aaの固有名として、Meleph を正式に定めた。